# مارك راتنر
مارك راتنر (بالإنجليزية: Marc Ratner؛ مواليد ) هو رائد أعمال أمريكي وهو نائب الرئيس الحالي للشؤون التنظيمية في بطولة القتال النهائي. سابقًا، كان المدير التنفيذي للجنة ولاية نيفادا الرياضية.

## وصلات خارجية
- مارك راتنر على موقع IMDb (الإنجليزية)
- مارك راتنر على موقع IMDb (الإنجليزية)